# Peter Regin
Peter Regin Jensen (* 16. April 1986 in Herning) ist ein ehemaliger dänischer Eishockeyspieler, der im Verlauf seiner aktiven Karriere zwischen 2002 und 2023 unter anderem 254 Spiele für die Ottawa Senators, New York Islanders und Chicago Blackhawks in der National Hockey League (NHL) auf der Position des Centers bestritten hat. Zudem war Regin sechs Jahre in der Kontinentalen Hockey-Liga (KHL) aktiv und spielte kurzzeitig in der Schweizer National League und Deutschen Eishockey Liga (DEL).

## Karriere

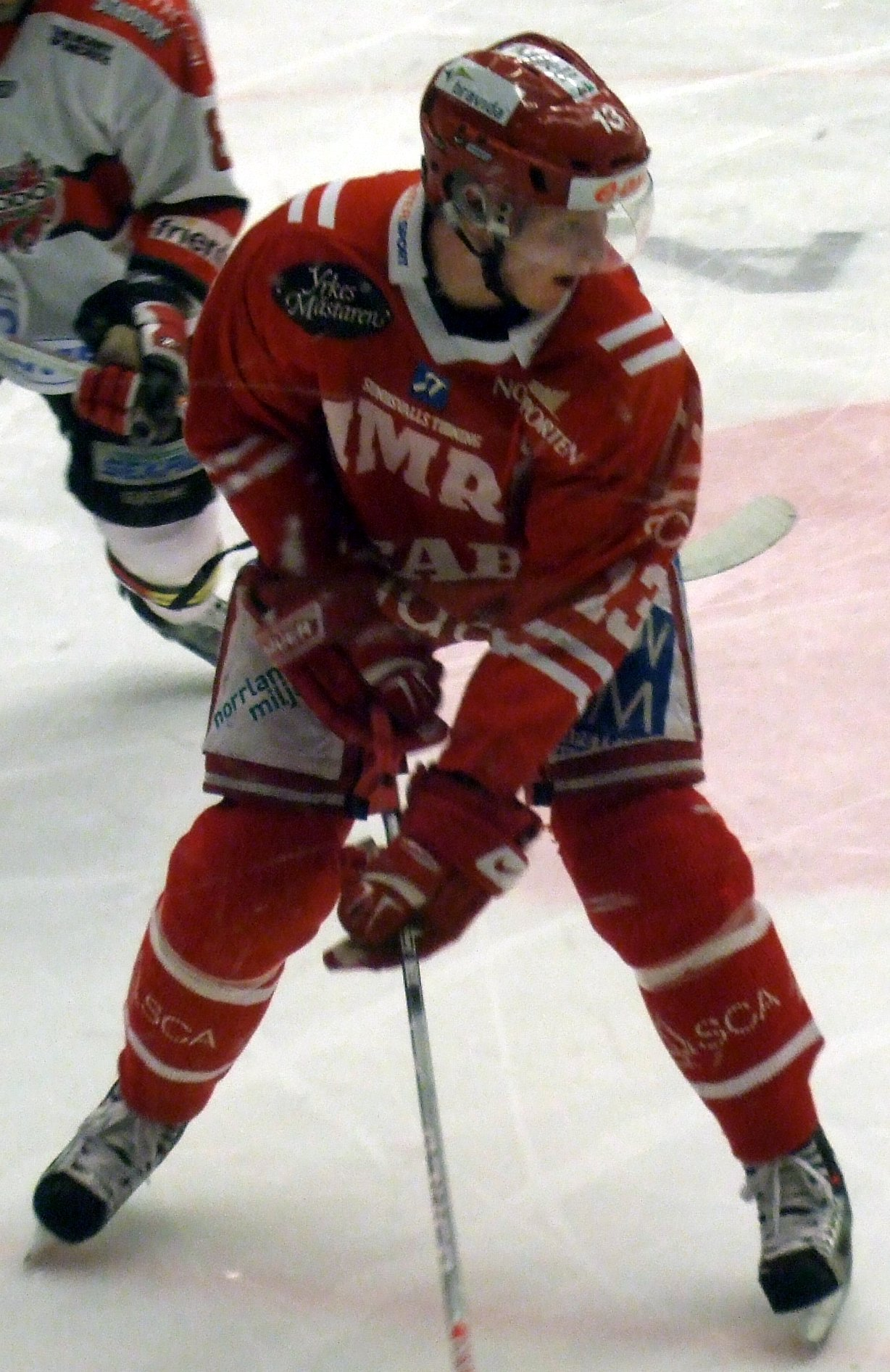
Regin im Trikot des Timrå IK (2008)

Peter Regin begann seine Karriere als Eishockeyspieler in seiner Heimatstadt bei Herning Blue Fox, für das er von 2002 bis 2005 in der AL-Bank Ligaen aktiv war. Mit seiner Mannschaft wurde der Center gleich in seinem Premierenjahr erstmals Dänischer Meister. In der Saison 2003/04 wurde er zum Rookie des Jahres der AL-Bank Ligaen gewählt. In der Saison 2004/05 wurde er erneut mit Herning dänischer Meister und zudem zum besten dänischen Spieler der Liga gewählt. In seiner Zeit in Herning wurde er darüber hinaus im NHL Entry Draft 2004 in der dritten Runde als insgesamt 87. Spieler von den Ottawa Senators und beim CHL Import Draft desselben Jahres in der ersten Runde an insgesamt 52. Position von den Toronto St. Michael’s Majors ausgewählt.
Von 2005 bis 2008 spielte Regin zunächst drei Jahre lang für den Timrå IK in der schwedischen Elitserien, ehe er in der Saison 2008/09 sein Debüt für die Ottawa Senators in der National Hockey League (NHL) gab. Den Großteil der Spielzeit verbrachte der Däne jedoch bei deren Farmteam, den Binghamton Senators aus der American Hockey League (AHL). Ab der Saison 2009/10 war er Stammspieler in Ottawa. Im Juli 2013 unterzeichnete Regin einen Einjahresvertrag bei den New York Islanders, ehe er im Februar 2014 im Tausch gegen ein Wahlrecht zu den Chicago Blackhawks transferiert wurde. Diese gaben ihn im Rahmen der Vorbereitung auf die Saison 2014/15 an die Rockford IceHogs ab. Im Laufe der Spielzeit kam Regin zu nur vier NHL-Einsätzen und verbrachte die restliche Zeit bei den IceHogs in der AHL.
Nach der Saison 2014/15 kehrte er nach Europa zurück und schloss sich Jokerit aus der Kontinentalen Hockey-Liga (KHL) an. Zur Spielzeit 2016/17 wurde der Däne zum Mannschaftskapitän ernannt und erhielt alsbald eine Vertragsverlängerung bis zum Ende der Saison 2019/20. Danach wurde der Vertrag abermals um ein Jahr verlängert, ehe der Däne im April 2021 einen Vertrag beim HC Ambrì-Piotta aus der Schweizer National League für die Saison 2021/22 unterzeichnete. Dort verbrachte er eine Spielzeit, ehe er im Juni 2022 von den Eisbären Berlin aus der Deutschen Eishockey Liga (DEL) unter Vertrag genommen wurde. Beim Hauptstadtklub spielte der Däne ebenso eine Saison und verließ den Klub nach dem Verpassen der Playoffs im Frühjahr 2023.

### International
Für Dänemark nahm Regin im Juniorenbereich an den U18-Junioren-B-Weltmeisterschaften 2002 und 2003, U18-Junioren-Weltmeisterschaft 2004 sowie den U20-Junioren-B-Weltmeisterschaften 2003, 2004, 2005 und 2006 teil. Im Seniorenbereich stand er im Aufgebot seines Landes bei den A-Weltmeisterschaften 2005, 2006, 2007, 2008, 2009, 2010, 2017, 2018, 2019 und 2022 sowie den Olympischen Winterspielen 2022 in Peking und der Qualifikation dazu.

## Erfolge und Auszeichnungen
| - 2003 Dänischer Meister mit den Herning Blue Fox - 2004 AL-Bank Ligaen Rookie des Jahres - 2005 Dänischer Meister mit den Herning Blue Fox | - 2005 Dänischer Spieler des Jahres der AL-Bank Ligaen - 2005 AL-Bank Ligaen All-Star-Team - 2016 KHL-Stürmer des Monats Februar |

### International
- 2003 Aufstieg in die Top-Division bei der U20-Junioren-Weltmeisterschaft der Division I
- 2006 Beste Plus/Minus-Bilanz bei U20-Junioren-Weltmeisterschaft der Division I, Gruppe A (gemeinsam mit Robert Dietrich und Christoph Gawlik)

## Karrierestatistik

### International
Vertrat Dänemark bei:
| - U18-Junioren-Weltmeisterschaft der Division I 2002 - U20-Junioren-Weltmeisterschaft der Division I 2003 - U18-Junioren-Weltmeisterschaft der Division I 2003 - U20-Junioren-Weltmeisterschaft der Division I 2004 - U18-Junioren-Weltmeisterschaft 2004 - U20-Junioren-Weltmeisterschaft der Division I 2005 - Weltmeisterschaft 2005 - U20-Junioren-Weltmeisterschaft der Division I 2006 - Weltmeisterschaft 2006 - Weltmeisterschaft 2007 | - Weltmeisterschaft 2008 - Weltmeisterschaft 2009 - Weltmeisterschaft 2010 - Qualifikationsturnier für die Olympischen Winterspiele 2018 - Weltmeisterschaft 2017 - Weltmeisterschaft 2018 - Weltmeisterschaft 2019 - Qualifikationsturnier für die Olympischen Winterspiele 2022 - Olympischen Winterspielen 2022 - Weltmeisterschaft 2022 |

(Legende zur Spielerstatistik: Sp oder GP = absolvierte Spiele; T oder G = erzielte Tore; V oder A = erzielte Assists; Pkt oder Pts = erzielte Scorerpunkte; SM oder PIM = erhaltene Strafminuten; +/− = Plus/Minus-Bilanz; PP = erzielte Überzahltore; SH = erzielte Unterzahltore; GW = erzielte Siegtore; 1 Play-downs/Relegation; Kursiv: Statistik nicht vollständig)